# Erwein von Thun und Hohenstein
Erwein Sigmund Graf von Thun und Hohenstein (* 4. April 1896 in Hietzing bei Wien; † 12. Februar 1946 in Sopron, Ungarn) war ein österreichischer Offizier des Nachrichtendienstes und Kommandant der Abwehrgruppe 218 „Edelweiß“.

## Leben
Erwein von Thun und Hohenstein wurde als Sohn des Felix Leopold Graf von Thun und Hohenstein (1859–1941) geboren. Er besuchte die Kavalleriekadettenschule in Mährisch Weißkirchen und meldete sich 1914 bei Kriegsausbruch freiwillig zu den „Schwarzenberg-Ulanen“. Nach dem Ersten Weltkrieg wurde er als Oberleutnant der Reserve entlassen. Er nahm am Kapp-Putsch teil und zog später nach Argentinien, wo er sich als Landwirt betätigte.
Während des Zweiten Weltkrieges wurde er 1940 reaktiviert. Aufgrund seiner Sprachbegabung – er konnte eine Vielzahl von Sprachen, darunter Slowakisch, Tschechisch, Polnisch, Englisch und nahezu perfekt Russisch – wurde er im Rang eines Oberleutnants der Abwehr zugeteilt, und zwar dem Lehrregiment Brandenburg zbV 800, einer Spezialeinheit, zu deren Hauptaufgaben Sabotageoperationen hinter den feindlichen Linien und die Partisanenbekämpfung gehörten.
Thun-Hohenstein nahm Ende 1940 an der Vorbereitung zu dem „Unternehmen Felix“ teil, bei dem es um die Eroberung von Gibraltar ging. Er sollte eine Kommandoeinheit führen, allerdings kam der Einsatz über die Planung nicht hinaus.
Mitte 1941 nach dem Überfall auf die Sowjetunion wurde er beauftragt, aus den sowjetischen Kriegsgefangenen Freiwillige (meist ukrainische Nationalisten und Kosaken) zu rekrutieren. Aus dieser Freiwilligeneinheit stellte er Stoßtrupps und Sabotageeinheiten zusammen. Anschließend kommandierte er eine Kompanie des ukrainischen Bataillons „Nachtigall“ der Legion Ukrainischer Nationalisten. An den meisten Einsätzen nahm Thun-Hohenstein persönlich teil. In der westukrainischen Stadt Lemberg waren Angehörige des Bataillons „Nachtigall“ maßgeblich an einem Massaker an den jüdischen Einwohnern der Stadt beteiligt. Ab September 1942 leitete er den „Abwehrtrupp Panzer 207“ im Frontaufklärungskommando 203, dessen im Hinterland der Roten Armee durchgeführte Sabotageaktionen 600 sowjetische Opfer forderte. Danach leitete er bis zum 25. Juli 1943 den „Abwehrtrupp 204“, deren Aufgabe im Donez-Gebiet insbesondere Aufklärung und Sabotage war.
1943 wurde Thun-Hohenstein Leiter der Abwehrstelle Rom. Nach der Kapitulation Italiens im Sommer 1944 wurde er nach Mailand beordert.
Im November 1944 erhielt er den Auftrag, eine Spezialeinheit zur Partisanenbekämpfung in der Slowakei aufzubauen. Dort war soeben der slowakische Nationalaufstand gescheitert, und viele Armeeangehörige hatten sich den Partisanen angeschlossen. Die Einheit, über die Thun-Hohenstein das Kommando erhielt, trug die Bezeichnung Abwehrgruppe 218 „Edelweiß“. Sie war rund 300 Mann stark und bestand aus Slowaken, Kaukasiern, Kosaken und Deutschen. Thun-Hohenstein verwandte für sich den Tarnnamen „Benesch“ wegen seiner Ähnlichkeit zum Präsidenten der tschechischen Exilregierung Edvard Beneš.
Die Abwehrgruppe 218 unterstand der Frontleitstelle II Süd-Ost. Sie war seit der Übernahme der Abwehr durch die SS im Frühjahr 1944 der Abt. VI-S des Reichssicherheitshauptamtes unterstellt, namentlich Otto Skorzeny und wurde später in „SS-Jagdverband Süd-Ost“ umbenannt.
Auf das Konto der Abwehrgruppe 218 gehen vermutlich zahlreiche Verbrechen in den letzten Kriegsmonaten in der Slowakei. Vornehmlich operierte man gegen Partisanen, aber auch die Verfolgung und Ermordung von Juden zählte zu ihrer Tätigkeit. Die Einheit von Thun-Hohenstein soll etwa 300 slowakische Partisanen getötet und 600 gefangen genommen haben. Die meisten wurden in Konzentrationslager verbracht.
Ein Mitglied der Abwehrgruppe 218, Ladislav Nižňanský, wurde 2004 in München wegen des Massakers von Ostry Grun in der Slowakei angeklagt. Während des Prozesses wurde auch die Rolle von Thun-Hohenstein beleuchtet.
Die Abwehrgruppe 218 war ebenfalls beteiligt bei der Verhaftung und Auslieferung an die Einsatzgruppen des Sicherheitsdienstes einer Gruppe anglo-amerikanischer Verbindungs- und Aufklärungsoffiziere. Sie waren im Rahmen einer gemeinsamen Operation der englischen SOE („OPERATION WINDPROOF“) und des amerikanischen OSS („MISSION DAWES“) in der Slowakei abgesetzt worden und sollten die Partisanen unterstützen. Die englischen und amerikanischen Offiziere wurden später nach Mauthausen deportiert, gefoltert und erschossen.
Bei Kriegsende geriet Thun-Hohenstein, inzwischen im Rang eines Majors, im Mai 1945 in sowjetische Gefangenschaft. Am 18. Januar 1946 wurde er von einem sowjetischen Militärtribunal zum Tode verurteilt. Das Urteil wurde am 12. Februar 1946 durch Genickschuss vollstreckt.

## Auszeichnungen
Erwein von Thun-Hohenstein war Inhaber der folgenden Auszeichnungen:
Eisernes Kreuz 1. und 2. Klasse, Infanterie-Sturmabzeichen, Verwundetenabzeichen in Silber, Deutsches Kreuz in Gold, Militärorden von Savoyen (Klasse Großoffizier).